# Alan Bush
Alan Bush (22. prosince 1900 – 31. října 1995) byl anglický hudební skladatel a klavírista. Narodil se v Londýně, studoval na Royal Academy of Music a v letech 1929 až 1931 působil v Berlíně. Roku 1935 se stal členem Komunistické strany Velké Británie. Kvůli svým prosovětským postojům byla jeho hudba dočasně zakázána v BBC (počátkem druhé světové války). Je autorem různých druhů kompozic, včetně rozsáhlých orchestrálních a chorálních skladeb, oper, komorních skladeb, skladeb pro sólové nástroje (klavír) i písní.